# SM Rookies
SM Rookies (tiếng Hàn: 에스엠루키즈) là một dự án đào tạo thực tập sinh trước khi ra mắt và do SM Entertainment thành lập vào/2013. SM Rookies bao gồm các thực tập sinh trẻ, những người vẫn chưa được ra mắt trong một nhóm nhạc hay hoạt động solo. Nhóm nhạc đầu tiên của dự án là nhóm nhạc nữ Red Velvet (2014). Nhóm thứ 2 ra mắt là những nhóm nhạc nam NCT - ra mắt nhóm nhỏ đầu tiên NCT U (04/2016), nhóm thứ 2 NCT 127 (07/2016), nhóm nhỏ thứ 3 NCT Dream (08/2016) và nhóm nhỏ thứ 4 WayV (01/2019). Trong quá trình hoạt động, nhóm đã chính thức giới thiệu tổng cộng 30 thành viên, với 24 trong số họ được chọn để ra mắt trong các nhóm Red Velvet (4), NCT và 4 nhóm nhỏ đầu tiên (19), và aespa (1).

## Lịch sử

### 2013–2017: Thành lập, Red Velvet và NCT ra mắt
SM Entertainment chính thức thông báo về việc thành lập SM Rookies vào ngày 3/12/2013, với các thành viên Seulgi, Jeno và Taeyong. Vào ngày 9/12, Irene, Jaehyun và Lami  được giới thiệu. Vào ngày 16/12, các thành viên Mark, Hansol và Jisung được giới thiệu, tiếp theo là Johnny, Ten và Yuta vào ngày 23/12.
Vào/1/2014, họ ra mắt tài khoản Twitter chính thức. Wendy được giới thiệu vào ngày 13/3/2014, với bài hát "Because Of You" cho nhạc phim series Mimi do SM C&C sản xuất. Vào ngày 19/3/2014, một video Wendy hát bài hát "Speak Now" của Taylor Swift được phát hành. Vào tháng 4, SM ra mắt trang web chính thức của dự án. Công ty thông báo mở màn bằng một đoạn video teaser được tải lên kênh YouTube chính thức của SM, với sự góp mặt của các thành viên Irene, Seulgi, Wendy, Taeyong, Jaehyun và Mark. Sau đó, Seulgi được giới thiệu trong  "Butterfly" của Henry. Vào ngày 17/7, một video biểu diễn vũ đạo của Irene và Seulgi nhảy theo ca khúc "Be Natural" của S.E.S. đã được phát hành dưới tên SR14G. Donghyuck sau đó được giới thiệu vào ngày 17/7/2014. Vào ngày 21/7, Taeyong phát hành video cho bài hát "Open The Door". Vào ngày 22/7, Mark và Donghyuck đã xuất hiện trong video đầu tiên của Rookie Station. Cuối tháng đó, công ty xác nhận Irene, Seulgi và Wendy là thành viên của nhóm Red Velvet. Vào ngày 14/8, thực tập sinh Yeri đã xuất hiện trong video thứ 3 của Rookie Station cùng với Taeyong, Yuta, Jaehyun, Mark, Jeno và Donghyuck. Vào ngày 21/8, họ phát hành video thứ 4 của loạt phim Rookies Station. Vào ngày 24/8, một video Johnny, Taeyong và Hansol nhảy theo bài hát "Super Moon" dưới tên SR14B đã được phát hành. Vào ngày 16/9/2014, video thứ 6 của Rookie Station được phát hành, với các thành viên Johnny, Yuta, Ten và Jaehyun. Vào ngày 9/10/2014, Taeyong góp mặt trong đĩa đơn "Be Natural" của Red Velvet.
Vào ngày 16/1/2015, Doyoung được giới thiệu khi anh và Jaehyun sẽ trở thành MC mới cho Show Champion. Vào ngày 19/2/2015, Johnny, Yuta, Ten & Lami đã phát hành lời chúc Tết Nguyên đán. Vào tháng 2, một thông báo về việc Red Velvet quay một video âm nhạc với thực tập sinh Yeri đã bị rò rỉ trên mạng, SM Entertainment chính thức giới thiệu Yeri và được thông báo sẽ ra mắt với tư cách thành viên thứ 5 của Red Velvet. Vào ngày 6/3/2015, một đoạn clip của Hansol, Johnny, Taeyong, Yuta, Ten và Jaehyun nhảy theo bài hát "Bassbot" dưới tên SR15B đã được phát hành. Sau nhiều tháng góp mặt trong nhiều sự kiện khác nhau của SM Rookies, Jaemin chính thức được giới thiệu vào tháng 4/2015. Vào tháng 6/2015, Ten và Jaehyun tham gia cuộc thi Hope Basketball All-Star. Cuối tháng đó, SM Rookies được giới thiệu trên 'Korean Pop Idols Rule Asia' với sự góp mặt của Mark trong một bài nói chuyện ngắn. Vào ngày 9/7/2015, Koeun, Hina và Herin được giới thiệu sẽ trở thành "Mouseketeers" trên The Mickey Mouse Club của Disney Channel Korea cùng với Mark, Jeno, Donghyuck, Jaemin, Jisung và Lami. Vào ngày 26/7, SM Entertainment đã thông báo về một buổi hòa nhạc dành cho các thành viên nam mang tên SM Rookies Show. Vào ngày 30/7, một video của Hansol, Johnny, Taeyong, Yuta, Ten và Jaehyun thực hiện một động tác vũ đạo dưới cái tên SR15B đã được phát hành. Vào ngày 13/10/2015, Taeil được giới thiệu sau khi góp mặt trong các sự kiện của SM Rookies. Vào tháng 11/2015, The SM Rookies Girls đã biểu diễn một điệu nhảy trong video "Rookies Entertainment App Launching". Vào ngày 18/12/2015, Kun chính thức được giới thiệu. Sau đó vào ngày 22/12/2015, Lami, Hina và thực tập sinh Park Jungyeon đã xuất hiện trong teaser của Winter Garden 2015.
Vào ngày 5/1/2016, WinWin được giới thiệu. Vào ngày 26/1, Taeil đã phát hành bài hát "Because Of You" cho nhạc phim series The Merchant: Gaekju 2015. Người sáng lập SM Entertainment Lee Soo-man đã công bố ý tưởng cho một nhóm nhạc nam mới, sẽ ra mắt với các nhóm khác nhau có trụ sở tại các quốc gia khác nhau trên thế giới.  Vào tháng 4/2016, công ty đã công bố Taeil, Taeyong, Doyoung, Ten, Jaehyun và Mark là thành viên của nhóm nhỏ đầu tiên NCT U của NCT. Vào tháng 7, Yuta, WinWin và Donghyuck (bây giờ chính thức được gọi là Haechan) là thành viên của nhóm nhỏ thứ 2 của NCT, NCT 127. Vào tháng 8, công ty xác nhận Jeno, Jaemin và Jisung là thành viên của nhóm nhỏ thứ 3 NCT Dream, cùng với Mark và Haechan.  Vào ngày 19/9, Yiyang và Ningning đã được giới thiệu với công chúng sau khi họ xuất hiện trên chương trình thực tế trực tuyến My SMT. Vào tháng 12, công ty chủ quản xác nhận Johnny là thành viên mới của NCT 127 có trụ sở tại Seoul.
Vào ngày 5/4/2017, Lucas được giới thiệu, tiếp theo là Jungwoo vào ngày 17/4. Jungwoo và Koeun đã xuất hiện trong video âm nhạc cho đĩa đơn Paper Umbrella của thành viên Super Junior Yesung vào cuối/đó. Kun tái xuất cùng với Lucas và Jungwoo sau gần một/vắng bóng, mở tài khoản Instagram của đội trước khi ra mắt. Vào cuối tháng 6, Herin  được xác nhận là thí sinh của chương trình sống còn Idol School, dẫn đến việc cô rời nhóm trước khi ra mắt và SM Entertainment, vào tháng 10 Hansol tham gia chương trình sống còn The Unit của đài KBS.

### 2018: Thành viên mới của NCT, sự ra mắt của WayV, sự ra đi của các thành viên và dừng dự án
Vào tháng 1/2018, NCT công bố một "dự án quy mô lớn" mang tên 'NCT 2018' và một số thành viên đã được nhìn thấy ở Ukraine quay video âm nhạc.  Các thành viên SM Rookies Jungwoo và Lucas đã được phát hiện cùng với các thành viên NCT khác
Vào ngày 30/1, SM Entertainment đã xác nhận màn ra mắt sắp tới của các thành viên còn lại của SM Rookies là Kun, Lucas và Jungwoo thông qua video NCT 2018 Yearbook # 1. Vào ngày 13/2, Lucas và Jungwoo sẽ ra mắt chính thức thông qua đĩa đơn của NCT U "Boss" cùng với các thành viên Taeyong, Doyoung, Jaehyun, Winwin và Mark. MV cho "Boss" được phát hành vào ngày 18/2.
Vào ngày 17/7/2018, 3 thực tập sinh Trung Quốc là Hendery, Xiaojun và Yangyang đã được giới thiệu. Vào ngày 1/10/2018, có thông tin xác nhận rằng Yiyang (이양) đã rời SM Entertainment và trở về Trung Quốc để tham gia chương trình The Next Top Bang.
Vào ngày 31/12/2018, SM Entertainment đã thông báo về sự ra mắt của Hendery, Xiaojun và Yangyang với tư cách là thành viên của nhóm nhỏ Trung Quốc WayV. Sau khi ra mắt WayV, dự án đã bị tạm dừng một cách chính thức.

### 2020: Sự ra đi của các thành viên và Aespa ra mắt
Vào/2/2020, có thông tin Koeun và Lami đã rời khỏi SM Entertainment, điều này sau đó đã được xác nhận với việc xóa tên của họ khỏi các cổng thông tin của Hàn Quốc vào ngày 24/2. Hina cũng được xác nhận đã rời SM Entertainment vào ngày 15/10/2020 sau khi mở tài khoản Instagram cá nhân của mình.
Ngày 25/10/2020, SM Entertainment công bố sẽ ra mắt một nhóm nhạc nữ mới với tên gọi Aespa, ra mắt vào ngày 17/11. Vào ngày 29/10, SM Entertainment xác nhận Ningning sẽ là một phần của nhóm và được giới thiệu là thành viên thứ 3 của nhóm.
Trong số 30 thành viên chính thức của nhóm, 24 người trong số họ đã ra mắt chính thức trong khi 6 người còn lại rời SM Entertainment, do đó đặt dấu chấm hết cho nhóm trước khi ra mắt.

### 2022ː Khởi động lại dự án
Ngày 1/7/2022 SM khởi động lại dự án với 3 thực tập sinh mới gồm 2 thực tập sinh người Hàn là Eunseok, Seunghan và 1 thực tập sinh người Nhật là Shohei
Ngày 24/5/2023, SM công bố 2 thực tập sinh Eunseok và Seunghan sẽ được ra mắt trong nhóm nhạc nam mới trong năm nay (bây giờ được gọi là RIIZE).
Ngày 28/6/2023, SM công bố 2 thực tập sinh mới, trong đó thành viên người Nhật là Yushi và thành viên người Hàn là Sion
Ngày 30/6/2023 SM công bố chương trình thực tế sống còn NCT Lastart để thành lập NCT Tokyo gồm 6 thành viên bao gồm 2 thành viên đã được giới thiệu là Yushi và Sion và 4 thành viên còn lại được tuyển chọn qua show.
Ngày 13 tháng 8, SM hợp tác với TV Chosun công bố dự án nhóm nhạc Trot có thành viên Shohei là thành viên nhóm

## Thực tập sinh đã tốt nghiệp và ra mắt
| Nghệ danh        | Tên khai sinh                                                     | Ngày sinh         | Quốc tịch          | Ngày ra mắt                                                       | Nhóm ra mắt |
| ---------------- | ----------------------------------------------------------------- | ----------------- | ------------------ | ----------------------------------------------------------------- | ----------- |
| Seulgi (슬기)    | Kang Seulgi (강슬기)                                              | 10 tháng 2, 1994  | Hàn Quốc           | 01/08/2014                                                        | Red Velvet  |
| Irene (아이린)   | Bae Joohyun (배주현)                                              | 29 tháng 3, 1991  | Hàn Quốc           | 01/08/2014                                                        | Red Velvet  |
| Wendy (웬디)     | Son Seungwan (손승완)                                             | 21 tháng 2, 1994  | Hàn Quốc           | 01/08/2014                                                        | Red Velvet  |
| Yeri (예리)      | Kim Yerim (김예림)                                                | 5 tháng 3, 1999   | Hàn Quốc           | 18/03/2015                                                        | Red Velvet  |
| Taeyong (태용)   | Lee Taeyong (이태용)                                              | 1 tháng 7, 1995   | Hàn Quốc           | 15/04/2016                                                        | NCT         |
| Jaehyun (재현)   | Jung Jaehyun/Jung Yoon-oh(정윤오)                                 | 14 tháng 2, 1997  | Hàn Quốc           | 15/04/2016                                                        | NCT         |
| Mark (마크)      | Mark Lee (마크이) / Lee Minhyung (이민형)                         | 2 tháng 8, 1999   | Canada             | 15/04/2016                                                        | NCT         |
| Ten (텐)         | Chittaphon Leechaiyapornkul (ชิตพล ลี้ชัยพรกุล)/ Lý Vĩnh Khâm (李永钦) | 27 tháng 2, 1996  | Thái Lan           | 15/04/2016                                                        | NCT         |
| Doyoung (도영)   | Kim Dongyoung (김동용)                                            | 1 tháng 2, 1996   | Hàn Quốc           | 15/04/2016                                                        | NCT         |
| Yuta (유타)      | Nakamoto Yuta (中本悠太)                                          | 26 tháng 10, 1995 | Nhật Bản           | 07/07/2016                                                        | NCT         |
| Winwin (윈윈)    | Đổng Tư Thành (董思成)                                            | 28 tháng 10, 1997 | Trung Quốc         | 07/07/2016                                                        | NCT         |
| Haechan (해찬)   | Lee Donghyuck (이동혁)                                            | 6 tháng 6, 2000   | Hàn Quốc           | 07/07/2016 (trong SM Rookies thì được biết đến với tên Donghyuck) | NCT         |
| Jeno (제노)      | Lee Jeno (이제노)                                                 | 23/4/2000         | Hàn Quốc           | 24/08/2016                                                        | NCT         |
| Jaemin (재민)    | Na Jaemin (나재민)                                                | 13/8/2000         | Hàn Quốc           | 24/08/2016                                                        | NCT         |
| Jisung (지성)    | Park Jisung (박지성)                                              | 5/2/2002          | Hàn Quốc           | 24/08/2016                                                        | NCT         |
| Johnny (쟈니)    | Seo Youngho (서영호)                                              | 9/2/1995          | Hoa Kỳ             | 04/01/2017                                                        | NCT         |
| Jungwoo (정우)   | Kim Jungwoo (김정우)                                              | 19/2/1998         | Hàn Quốc           | 19/02/2018                                                        | NCT         |
| Kun (쿤)         | Tiền Côn (钱锟)                                                   | 1/1/1996          | Trung Quốc         | 19/04/2018                                                        | NCT         |
| Xiao Jun (소준)  | Tiêu Đức Tuấn (肖德俊)                                            | 8/8/1999          | Trung Quốc         | 17/01/2019                                                        | NCT         |
| Hendery (헨드리) | Hoàng Quán Hanh (黄冠亨)                                          | 28/9/1999         | Ma Cao, Trung Quốc | 17/01/2019                                                        | NCT         |
| Yang Yang (양양) | Lưu Dương Dương (劉揚揚)                                          | 10/10/2000        | Đức / Trung Quốc   | 17/01/2019                                                        | NCT         |
| Ningning (닝닝)  | Ninh Nghệ Trác (宁艺卓)                                           | 23/10/2002        | Trung Quốc         | 17/11/2020                                                        | aespa       |
| Eunseok (은석    | Song Eun Seok (송은석)                                            | 19/03/2001        | Hàn Quốc           | 04/09/2023                                                        | RIIZE       |
| Seunghan (승한)  | Hong Seung Han (홍승한)                                           | 2/10/2003         | Hàn Quốc           | 04/09/2023                                                        | RIIZE       |
| Sion (시온)      | Oh Si on (오시온)                                                 | 11/05/2002        | Hàn Quốc           | 28/02/2024                                                        | NCT         |
| Yushi (유우시)   | Tokuno Yūshi (得能勇志)                                           | 05/04/2004        | Nhật Bản           | 28/02/2024                                                        | NCT         |
| Shohei           | Matsushima Shohei                                                 | 16/12/1996        | Nhật Bản           |                                                                   | MYTRO       |

## Cựu thành viên
- Seo Herin (2002, quốc tịch Anh) rời SM vào năm 2017, tham gia Idol School sau khi rời khỏi nhưng bị loại. Đã trở về để học tập và sinh sống cùng gia đình.
- Ji Han-sol (1994) tham gia The Unit, hiện là thành viên nhóm New Kidd.
- Từ Nghệ Dương (12/9/1997, quốc tịch Trung Quốc), rời SM ngày 19/09/2018, trở về Trung Quốc tham gia show sống còn The Next Top Bang, tham gia Chuang 2020, ngày 16/7/2020 debut solo.
- Park Jung-yeon (1997) rời SM vào ngày 31/10/2019.
- Ko Eun (1999) và Lami (2003) rời SM vào ngày 24/2/2020.
- Gong Hina (2000) rời SM vào ngày 20/10/2020.

## Truyền hình

### Chương trình truyền hình
| Năm  | Chương trình            | Kênh                 | Thành viên                                                                         |
| ---- | ----------------------- | -------------------- | ---------------------------------------------------------------------------------- |
| 2014 | EXO 90:2014             | Mnet                 | Hansol, Johnny, Taeyong, Yuta, Ten, Jaehyun, Mark, Donghyuck, Jeno, Jaemin, Jisung |
| 2015 | Mickey Mouse Club       | Disney Channel Korea | Mark, Donghyuck, Jeno, Jaemin, Jisung, Koeun, Hina, Herin, Lami                    |
| 2016 | My SMTelevision         | Youku                | Koeun, Hina, Yiyang, NingNing                                                      |
| 2022 | Welcome To NCT Universe |                      | Shohei, Eunseok, Seunghan                                                          |
| 2023 | NCT Lastart             |                      | Yushi, Sion                                                                        |

## Danh sách đĩa nhạc
| Bài hát                                                                                     | Thành viên                                   | Năm          | Thứ hạng cao nhất | Thứ hạng cao nhất | Thứ hạng cao nhất | Doanh số (tải về) | Album                                |
| Bài hát                                                                                     | Thành viên                                   | Năm          | HQ Gaon           | TQ Baidu          | Mỹ World          | Doanh số (tải về) | Album                                |
| ------------------------------------------------------------------------------------------- | -------------------------------------------- | ------------ | ----------------- | ----------------- | ----------------- | ----------------- | ------------------------------------ |
| "Because I Love You"                                                                        | Wendy                                        | 2014         | —                 | —                 | —                 |                   | Mimi OST                             |
| "Butterfly"                                                                                 | Henry hợp tác với Seulgi                     | 2014         | —                 | —                 | —                 |                   | Fantastic                            |
| "Be Natural"                                                                                | Red Velvet hợp tác với Taeyong               | 2014         | 33                | 16                | 6                 | - HQ: 48.886      | Đĩa đơn không nằm trong album        |
| "Because Of You"                                                                            | Taeil                                        | 2016         | —                 | —                 | —                 |                   | The Merchant: Gaekju 2015 OST Part 2 |
| "Switch"                                                                                    | NCT 127 hợp tác với SR15B                    |              | —                 | —                 | —                 |                   | NCT #127                             |
| "Nightmare"                                                                                 | Johnny with Yoon Do-hyun, Reddy, G2, Inlayer | Chưa công bố | —                 | —                 | —                 | Chưa công bố      | Đĩa đơn không nằm trong album        |
| "—" cho biết bài hát không lọt vào bảng xếp hạng hoặc không được phát hành tại khu vực này. |                                              |              |                   |                   |                   |                   |                                      |

## Buổi hòa nhạc

### Tham gia buổi hòa nhạc
Tên in nghiêng cho biết các thực tập sinh khác đã tham gia vào thời điểm diễn ra sự kiện.
- SM Town Week (2013) (as opening act)
  - Taeil, Hansol, Johnny, Yuta, Ten, Jaehyun, Jeno, Haechan, Jisung, Yongju
- SM Town Live World Tour IV (2014–2015)
  - Hansol, Johnny, Taeyong, Yuta, Doyoung, Ten, Jaehyun, Yeri, Koeun, Mark, Jeno, Haechan, Hina, Jaemin, Jisung, Herin, Winny, Jeesu
- SM Rookies Show (2015–2016)
  - Taeil, Hansol, Johnny, Taeyong, Yuta, Doyoung, Ten, Jaehyun, Mark, Jeno, Haechan, Jaemin, Jisung